# Camillo Olivetti
Camillo Olivetti, född 13 augusti 1868, död 4 december 1943, var en italiensk ingenjör och företagsledare, grundare av Olivetti
Camillo Olivetti studerade elektroteknik vid den tekniska högskolan i Turin, Politecnico di Torino, där han hade Galileo Ferraris som lärare. Studier i elektroteknik vid Stanford i USA följde. 1896 bildade han tillsammans med Dino Gatta och Michele Ferrero företaget CGS. Camillo Olivetti grundade Olivetti, Italiens första skrivmaskinstillverkare, 1908 i hemstaden Ivrea och presenterade företagets första skrivmaskin 1911. Företaget utvecklades till ett av de ledande inom kontorsmateriel. 1933 övertog sonen Adriano Olivetti ledningen av företaget.